# Jezioro Wóleckie
Jezioro Wóleckie lub Wólka (niem. Wolka See lub Meisen See) – jezioro w Polsce, w województwie warmińsko-mazurskim, w powiecie nidzickim, w gminie Nidzica.

## Położenie i charakterystyka
Jezioro leży na Równinie Olsztynka, natomiast w regionalizacji przyrodniczo-leśnej – w mezoregionie Puszcz Mazurskich, w dorzeczu Łyna–Pregoła. Znajduje się 12 km w kierunku północnym od Nidzicy, na południowy wschód od akwenu leży wieś Wólka Orłowska, na północny wschód – Bolejny. Od strony północno-zachodniej wpływa niewielki ciek niosący wody z odległego o ok. 1 km jeziora Bolejny o nazwie Wólecka Struga, odpływ od strony południowo-wschodniej.
Linia brzegowa mało rozwinięta. Zbiornik wodny leży w otoczeniu podmokłych łąk. Brzegi płaskie, z wyjątkiem niektórych odcinków na zachodzie, które są wyższe i zalesione.
Zbiornik wodny według typologii rybackiej jezior zalicza się do linowo-szczupakowych.
Jezioro leży na terenie obwodu rybackiego jeziora Kiernoz Wielki nr 2.
W pobliżu zbiornika wodnego znajdują się wypełnione wodą rowy – pozostałości umocnień.

## Morfometria
Według danych Instytutu Rybactwa Śródlądowego powierzchnia zwierciadła wody jeziora wynosi 16,2 ha. Średnia głębokość zbiornika wodnego to 6,4 m, a maksymalna – 17,4 m. Lustro wody znajduje się na wysokości 141,9 m n.p.m. Objętość jeziora wynosi 1043,0 tys. m³. Maksymalna długość jeziora to 600 m, a szerokość 500 m. Długość linii brzegowej wynosi 1650 m.
Inne dane uzyskano natomiast poprzez planimetrię jeziora na mapach w skali 1:50 000 opracowanych w Państwowym Układzie Współrzędnych 1965, zgodnie z poziomem odniesienia Kronsztadt. Otrzymana w ten sposób powierzchnia zbiornika wodnego to 14,5 ha, a wysokość bezwzględna lustra wody to 141,6 m n.p.m.

## Przyroda
Jezioro leży na terenie Obszaru Chronionego Krajobrazu Puszczy Napiwodzko-Ramuckiej o łącznej powierzchni 131 278,30 ha oraz na terenie specjalnego obszaru ochrony siedlisk w ramach sieci Natura 2000 Ostoja Napiwodzko-Ramucka (PLH280052) o łącznej powierzchni 32 612,78 ha.